# Мразек, Петр
Петр Мразек (чеш. Petr Mrázek; 14 февраля 1992, Острава, Чехословакия) — чешский профессиональный хоккеист, вратарь клуба НХЛ «Детройт Ред Уингз». Игрок сборной Чехии по хоккею с шайбой. Чемпион мира 2024.

## Карьера

#### Клубная
Петр Мразек родился в городе Острава. В юности играл в хоккейном клубе «Витковице». В сезоне 2007/08 дебютировал в чешской Экстралиге. В 2009 году стал чемпионом Чехии для игроков не старше 20 лет.
Летом 2009 года был выбран на драфте Канадской лиги клубом «Оттава 67-й». Принял решение переехать в Северную Америку, где играл в юниорских лигах следующие три сезона.
В 2011 году уже на драфте НХЛ права за игроком были закреплены «Детройт Ред Уингз». В 2012 году перешёл в фарм-клуб «Детройта» в АХЛ — «Гранд-Рапидс Гриффинс», в составе которого в 2013 году выиграл кубок Колдера.
В сезоне 2015/16 стал основным вратарём «Ред Уингз». Зимой 2018 года обменян в «Филадельфию Флайерз» за право выбора в 3 раунде драфта 2018.
После окончания сезона «Флайерз» не стали предлагать вратарю новый договор, и Мразек заключил 1-летний контракт на $ 1,5 млн с «Каролиной Харрикейнз».

#### Сборная Чехии
Выступал за юниорские и молодёжные команды Чехии. На молодёжном чемпионате мира 2012 года был признан лучшим вратарём турнира. В том же году дебютировал за основную сборную Чехии на чемпионате мира, где завоевал бронзовую медаль. В 2016 году принимал участие в кубке мира.

## Достижения
- Бронзовый призёр чемпионата мира 2012
- Обладатель кубка Колдера 2013
- Лучший вратарь молодёжного чемпионата мира 2012
- Участник матча всех звёзд АХЛ 2013
- Чемпион мира 2024

## Личная жизнь
Встречается с пляжной волейболисткой Сарой Оливовой.